# Dietrich VI./VIII. (Kleve)

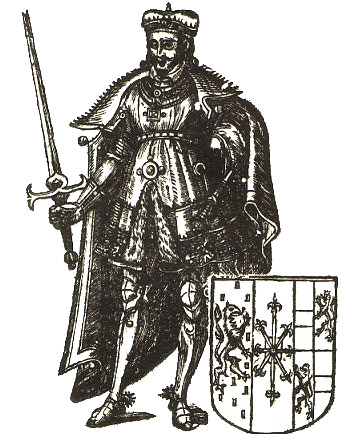
Dietrich Graf von Kleve

Dietrich VI./VIII. (* um 1256/57; † 4. Oktober 1305) war von 1275 bis 1305 Graf von Kleve und gilt als der bedeutendste Vertreter des alten Klever Grafenhauses. Während er in der älteren Forschung als Dietrich VIII. (gelegentlich auch als Dietrich VII.) bezeichnet wird, wird er in der jüngeren, auf Thomas R. Kraus basierenden Forschung als Dietrich VI. gezählt.

## Leben
Dietrich wurde um 1256/57 als ältester Sohn des späteren Grafen Dietrich V./VII. und der Aleidis von Heinsberg geboren. 1271 ist er erstmals urkundlich bezeugt und folgte seinem verstorbenen Vater im Grafenamt 1275. In erster Ehe war Dietrich mit Margarethe von Geldern, einer Tochter Graf Ottos II. von Geldern verheiratet, mit der er seinen direkten Nachfolger Otto (1305–1310) zeugte. Nachdem seine Frau vor 1287 verstorben war, heiratete er 1290 zu Erfurt Margareta von Neu-Kyburg, eine Verwandte der Könige Rudolf und Albrecht von Habsburg. Aus dieser Ehe stammen die späteren Klever Grafen Dietrich VII./IX. (1310–1347) und Johann (1347–1368).
Dietrich betrieb eine betont friedliche Politik; so hielt er sich beispielsweise aus der Schlacht von Worringen 1288 heraus. Er pflegte enge Beziehungen zu den römisch-deutschen Königen, von denen er als „Rat und Familiar“ ausgezeichnet wurde. Territorialpolitisch konnte Graf Dietrich wichtige Erfolge erzielen, so beispielsweise 1290 den Erwerb Duisburgs als Mitgift und die Erhebung von Kranenburg zum Reichslehen. Von seinem jüngeren Bruder Dietrich Luf II. konnte er 1298 das Land Linn erwerben. Unter der Regierung Dietrichs VI./VIII. wurde die klevische Binnenkolonisation entschlossen fortgesetzt. Nach seinem Tod wurde Graf Dietrich in der Klosterkirche von Bedburg beigesetzt.

## Familie
Dietrich war zweimal verheiratet. Seine erste Frau war Margarethe von Geldern († wohl vor 1287), Tochter von Otto von Geldern. Der Ehe entstammen folgende Kinder:
- Otto (um 1278–1310) Graf von Kleve (1305–1310)

⚭ 1308 Mechtild von Virneburg († nach 1360)
- Katharina, Nonne in Kloster Graefenthal
- Adelheid († nach 7. November 1320) ⚭ Graf Heinrich IV. von Waldeck (* 1282/90; † 1348)

Seine zweite Frau wurde 1290 Margarethe von Neu-Kyburg († vermutlich 1333). Mit ihr hatte er folgende Kinder:
- Dietrich (* wohl 1291; † 7. Juli 1347), Graf von Kleve (1310–1347)

⚭ 7. Mai 1308 Margarethe von Geldern († 1333), Tochter von Rainald I. von Geldern
⚭ 1340 Maria von Jülich († 1353), Tochter von Gerhard V. von Jülich
- Johann († 9. November 1368), Graf von Kleve (1347–1368) ⚭ Mechtild von Geldern († 21. September 1384)
- Eberhard, (erwähnt 1312)
- Irmgard († nach 1350) ⚭ Gerhard I. von Horn, Herr von Perweys († 1330)
- Agnes († 1361) ⚭ 1312 Graf Adolf VI. von Berg († 1348)
- Maria († 1347), Nonne im Marienstift Bedburg
- Anna († 1378) ⚭ Graf Gottfried von Arnsberg († 1371)
- Margarethe († nach 1325) ⚭ Heinrich von Flandern, Graf von Lodi († 1337), Sohn von Graf Guido I. von Flandern

Bezeugt ist ferner ein unehelicher Sohn:
- Johann von Hiesfeld († 1350), Dechant des Stifts Xanten